# Championnat du monde junior de hockey sur glace 2010
Navigation
Édition précédente Édition suivante
Le championnat du monde junior de hockey sur glace 2010 se déroule à Saskatoon et Régina, province de la Saskatchewan au Canada. Les matchs se déroulent entre le 26 décembre 2009 et le 5 janvier 2010 au Credit Union Centre de Saskatoon et au Brandt Centre de Régina.

## Division élite

### Tour préliminaire

#### Groupe A
Résultats
| Date        | Équipe     | Score    | Équipe     | Score par période       |
| 26 décembre | Lettonie   | 0-16     | Canada     | 0-5, 0-6, 0-5           |
| 26 décembre | Slovaquie  | 3-7      | États-Unis | 2-1, 1-4, 0-2           |
| 27 décembre | États-Unis | 3-0      | Suisse     | 0-0, 1-0, 2-0           |
| 27 décembre | Slovaquie  | 8-3      | Lettonie   | 5-0, 2-2, 1-1           |
| 28 décembre | Canada     | 6-0      | Suisse     | 2-0, 3-0, 1-0           |
| 29 décembre | Lettonie   | 1-12     | États-Unis | 0-6, 1-1, 0-5           |
| 29 décembre | Canada     | 8-2      | Slovaquie  | 3-0, 4-1, 1-1           |
| 30 décembre | Suisse     | 7-5      | Lettonie   | 2-3, 1-1, 4-1           |
| 31 décembre | Suisse     | 4-1      | Slovaquie  | 0-0, 1-0, 3-1           |
| 31 décembre | États-Unis | 4-5 T.F. | Canada     | 1-1, 2-1, 1-2, 0-0, 0-1 |

Classement
Les trois premiers sont qualifiés pour le tour final, le premier accédant directement à la demi-finale.
|   | Équipe     | PJ | V | VP | DP | D | BP | BC | Pts |
| - | ---------- | -- | - | -- | -- | - | -- | -- | --- |
| 1 | Canada     | 4  | 3 | 1  | 0  | 0 | 35 | 6  | 11  |
| 2 | États-Unis | 4  | 3 | 0  | 1  | 0 | 26 | 9  | 10  |
| 3 | Suisse     | 4  | 2 | 0  | 0  | 2 | 11 | 15 | 6   |
| 4 | Slovaquie  | 4  | 1 | 0  | 0  | 3 | 14 | 22 | 3   |
| 5 | Lettonie   | 4  | 0 | 0  | 0  | 4 | 9  | 43 | 0   |

#### Groupe B
Résultats
| Date        | Équipe             | Score | Équipe             | Score par période |
| 26 décembre | République tchèque | 1-10  | Suède              | 0-4, 1-2, 0-4     |
| 26 décembre | Russie             | 6-2   | Autriche           | 4-1, 1-1, 1-0     |
| 27 décembre | Autriche           | 3-7   | Suède              | 0-2, 3-2, 0-3     |
| 27 décembre | République tchèque | 3-4   | Finlande           | 2-0, 1-1, 0-3     |
| 28 décembre | Finlande           | 0-2   | Russie             | 0-1, 0-1, 0-1     |
| 29 décembre | Autriche           | 1-7   | République tchèque | 1-1, 0-3, 0-3     |
| 29 décembre | Suède              | 4-1   | Russie             | 2-0, 1-1, 1-0     |
| 30 décembre | Finlande           | 10-1  | Autriche           | 5-0, 3-1, 2-0     |
| 31 décembre | Suède              | 7-1   | Finlande           | 1-0, 3-0, 3-1     |
| 31 décembre | Russie             | 5-2   | République tchèque | 1-0, 1-1, 3-1     |

Classement
Les trois premiers sont qualifiés pour le tour final, le premier accédant directement à la demi-finale.
|   | Équipe   | PJ | V | VP | DP | D | BP | BC | Pts |
| - | -------- | -- | - | -- | -- | - | -- | -- | --- |
| 1 | Suède    | 4  | 4 | 0  | 0  | 0 | 28 | 6  | 12  |
| 2 | Russie   | 4  | 3 | 0  | 0  | 1 | 14 | 8  | 9   |
| 3 | Finlande | 4  | 2 | 0  | 0  | 2 | 15 | 13 | 6   |
| 4 | Tchéquie | 4  | 1 | 0  | 0  | 3 | 13 | 20 | 3   |
| 5 | Autriche | 4  | 0 | 0  | 0  | 4 | 7  | 30 | 0   |

### Tour de relégation
Résultats
Tous les matchs sont joués dans le Credit Union Centre.
Les résultats des matchs du premier tour sont conservés.
| Date      | Équipe             | Score | Équipe    | Score par période |
| 2 janvier | Slovaquie          | 3-2   | Autriche  | 2-0, 0-2, 1-0     |
| 3 janvier | République tchèque | 10-2  | Lettonie  | 5-0, 2-2, 3-0     |
| 4 janvier | République tchèque | 5-2   | Slovaquie | 1-1, 3-1, 1-0     |
| 4 janvier | Autriche           | 4-6   | Lettonie  | 1-4, 2-0, 1-2     |

Classement
|    | Équipe    | PJ | V | VP | DP | P | BP | BC | Pts |
| -- | --------- | -- | - | -- | -- | - | -- | -- | --- |
| 7  | Tchéquie  | 3  | 3 | 0  | 0  | 0 | 22 | 5  | 9   |
| 8  | Slovaquie | 3  | 2 | 0  | 0  | 1 | 13 | 10 | 6   |
| 9  | Lettonie  | 3  | 1 | 0  | 0  | 2 | 11 | 22 | 3   |
| 10 | Autriche  | 3  | 0 | 0  | 0  | 3 | 7  | 16 | 0   |

L'Autriche et la Lettonie sont reléguées en division 1 pour l'édition 2011.

### Tour final
Tous les matchs du tour final sont joués au Credit Union Centre.

#### Arbre de qualification
|  | Quarts de finale | Quarts de finale | Quarts de finale |            |    | Demi-finales | Demi-finales | Demi-finales |  |  | Finales | Finales | Finales |
|  |                  |                  |                  |            |    |              |              |              |  |  |         |         |         |
|  | A2               | Russie           | 2                |            |    |              |              |              |  |  |         |         |         |
|  | B3               | Suisse           | 3                |            |    |              |              |              |  |  |         |         |         |
|  | B3               | Suisse           | 3                |            | B3 | Suisse       | 1            |              |  |  |         |         |         |
|  |                  |                  |                  |            | B3 | Suisse       | 1            |              |  |  |         |         |         |
|  |                  |                  | B1               | Canada     | 6  |              |              |              |  |  |         |         |         |
|  |                  |                  | B1               | Canada     | 6  |              |              |              |  |  |         |         |         |
|  |                  |                  |                  |            |    |              |              |              |  |  |         |         |         |
|  |                  |                  |                  |            |    |              |              |              |  |  |         |         |         |
|  |                  |                  |                  |            |    |              |              |              |  |  | B1      | Canada  | 5       |
|  |                  |                  | B2               | États-Unis | 6  |              |              |              |  |  |         |         |         |
|  | B2               | États-Unis       | 6                |            |    |              |              |              |  |  |         |         |         |
|  | A3               | Finlande         | 2                |            |    |              |              |              |  |  |         |         |         |
|  | A3               | Finlande         | 2                |            | B2 | États-Unis   | 5            |              |  |  |         |         |         |
|  |                  |                  |                  |            | B2 | États-Unis   | 5            |              |  |  |         |         |         |
|  |                  |                  | A1               | Suède      | 2  |              |              |              |  |  |         |         |         |
|  |                  |                  | A1               | Suède      | 2  |              |              |              |  |  |         |         |         |
|  |                  |                  |                  |            |    |              |              |              |  |  |         |         |         |

#### Détails des matchs
Quarts de finale
| 2 janvier 2010 | Russie | 2-3 (pr) (0-0, 2-1, 0-1, 0-1) | Suisse | 12 278 spectateurs |

| Feuille de match | Feuille de match                                                      | Feuille de match | Feuille de match                                                                          | Feuille de match |
| ---------------- | --------------------------------------------------------------------- | ---------------- | ----------------------------------------------------------------------------------------- | ---------------- |
|                  | 38 min 44 s, Tarassenko (Kitsyne, Orlov) 39 min 0 s, Petrov (Filatov) |                  | 28 min 25 s, Loichat (Ryser, Schäppi) 59 min 27 s, Niederreiter 69 min 46 s, Niederreiter |                  |
| Igor Bobkov      | Gardiens                                                              | Benjamin Conz    |                                                                                           |                  |
| 4 min            | Pénalités                                                             | 10 min           |                                                                                           |                  |
| 52               | Tirs                                                                  | 31               |                                                                                           |                  |

| 2 janvier 2010 | États-Unis | 6-2 (2-0, 1-1, 3-1) | Finlande | 12 701 spectateurs |

| Feuille de match | Feuille de match | Feuille de match | Feuille de match | Feuille de match |
| ---------------- | ---------------- | ---------------- | ---------------- | ---------------- |
|                  |                  |                  |                  |                  |
| Mike Lee         | Gardiens         | Joni Ortio       |                  |                  |
| 4 min            | Pénalités        | 2 min            |                  |                  |
| 25               | Tirs             | 44               |                  |                  |

Demi-finales
| 3 janvier 2010 | Canada | 6-1 (1-0, 2-1, 3-0) | Suisse | 13 427 spectateurs |

| Feuille de match | Feuille de match | Feuille de match | Feuille de match | Feuille de match |
| ---------------- | ---------------- | ---------------- | ---------------- | ---------------- |
|                  |                  |                  |                  |                  |
| Jake Allen       | Gardiens         | Benjamin Conz    |                  |                  |
| 10 min           | Pénalités        | 39 min           |                  |                  |
| 44               | Tirs             | 21               |                  |                  |

| 3 janvier 2010 | Suède | 2-5 (0-1, 2-1, 0-3) | États-Unis | 12 137 spectateurs |

| Feuille de match | Feuille de match | Feuille de match | Feuille de match | Feuille de match |
| ---------------- | ---------------- | ---------------- | ---------------- | ---------------- |
|                  |                  |                  |                  |                  |
| Jacob Markström  | Gardiens         | Mike Lee         |                  |                  |
| 35 min           | Pénalités        | 8 min            |                  |                  |
| 29               | Tirs             | 34               |                  |                  |

Match pour la cinquième place
| 4 janvier 2010 | Russie | 3-4 (2-1, 0-1, 1-2) | Finlande | 11 214 spectateurs |

| Feuille de match          | Feuille de match | Feuille de match          | Feuille de match | Feuille de match |
| ------------------------- | --- | ------------------------- | --- | ---------------- |
|                           | 5 min 36 s, Trouniov (Petrov, Khokhriakov) 19 min 37 s, Bourmistrov (Orlov, Trouniov) 51 min 7 s, Bourmistrov (Petrov) |                           | 16 min 8 s, Eronen (Hartikainen, Nättinen) SN 38 min 32 s, Jormakka (Lajunen, Sointu) 46 min 14 s, Niemi (Eronen, Granlund) double SN 54 min 2 s, Hartikainen (Granlund, Vatanen) SN |                  |
| Ramis Sadikov Igor Bobkov | Gardiens | Petteri Simila Joni Ortio | |                  |
| 20 min                    | Pénalités | 6 min                     | |                  |
| 19                        | Tirs | 35                        | |                  |

Match pour la troisième place
| 5 janvier 2010 | Suède | 11-4 (5-0, 5-4, 1-0) | Suisse | 12 121 spectateurs |

| Feuille de match | Feuille de match | Feuille de match | Feuille de match | Feuille de match |
| ---------------- | ---------------- | ---------------- | ---------------- | ---------------- |
|                  |                  |                  |                  |                  |
| Benjamin Conz    | Gardiens         | Jacob Markström  |                  |                  |
| 24 min           | Pénalités        | 14 min           |                  |                  |
| 50               | Tirs             | 20               |                  |                  |

Finale
| 5 janvier 2010 | Canada | 5-6 (pr) (2-2, 1-1, 2-2, 0-1) | États-Unis | 15 171 spectateurs |

| Feuille de match               | Feuille de match                                                                                        | Feuille de match                | Feuille de match | Feuille de match |
| ------------------------------ | --- | ------------------------------- | --- | ---------------- |
|                                | 2 min 40 s L. Adam 16 min 3 s G. Nemisz 23 min 56 s T. Hall 57 min 11 s J. Eberle 58 min 25 s J. Eberle |                                 | 13 min 56 s C. Kreider 14 min 32 s J. Schroeder 21 min 3 s J. Carlson S.N. 44 min 12 s J. D Amigo 46 min 23 s D. Stephan 64 min 31 s J. Carlson |                  |
| J. Allen 46 min 23 s, M. Jones | Gardiens                                                                                                | M. Lee 23 min 56 s, J. Campbell | |                  |
| 16 min                         | Pénalités                                                                                               | 6 min                           | |                  |
| 41                             | Tirs | 37                              | |                  |

### Classement final
|    | Équipe     |
| -- | ---------- |
|    | États-Unis |
|    | Canada     |
|    | Suède      |
| 4  | Suisse     |
| 5  | Finlande   |
| 6  | Russie     |
| 7  | Tchéquie   |
| 8  | Slovaquie  |
| 9  | Lettonie   |
| 10 | Autriche   |

### Meilleurs pointeurs
| Position | Joueur                   | Pays       | MJ | B | A  | Pts | +/- | PIM |
| -------- | ------------------------ | ---------- | -- | - | -- | --- | --- | --- |
| 1        | Derek Stepan             | États-Unis | 7  | 4 | 10 | 14  | +9  | 4   |
| 2        | Jordan Eberle            | Canada     | 6  | 8 | 5  | 13  | +3  | 4   |
| 3        | Taylor Hall              | Canada     | 6  | 6 | 6  | 12  | +3  | 0   |
| 4        | Jerry D'Amigo            | États-Unis | 7  | 6 | 6  | 12  | +7  | 0   |
| 5        | Alex Pietrangelo         | Canada     | 6  | 3 | 9  | 12  | +9  | 14  |
| 6        | André Petersson          | Suède      | 6  | 8 | 3  | 11  | +8  | 4   |
| 7        | Nino Niederreiter        | Suisse     | 7  | 6 | 4  | 10  | -2  | 10  |
| 8        | Kirill Petrov            | Russie     | 6  | 4 | 6  | 10  | +7  | 6   |
| 9        | Magnus Pääjärvi-Svensson | Suède      | 6  | 3 | 7  | 10  | +6  | 2   |
| 9        | Anton Rödin              | Suède      | 6  | 3 | 7  | 10  | +4  | 2   |

### Meilleurs gardiens
(minimum 40 % du temps de jeu de l'équipe).
| Pos | Joueur          | Pays       | MINS         | GA | Sv%   | GAA  | SO |
| --- | --------------- | ---------- | ------------ | -- | ----- | ---- | -- |
| 1   | Igor Bobkov     | Russie     | 343 min 5 s  | 14 | 93.00 | 2.45 | 1  |
| 2   | Jacob Markström | Suède      | 298 min 50 s | 11 | 92.72 | 2.21 | 0  |
| 3   | Mike Lee        | États-Unis | 263 min 56 s | 11 | 90.76 | 2.50 | 0  |
| 4   | Jake Allen      | Canada     | 291 min 23 s | 10 | 90.20 | 2.06 | 2  |
| 5   | Benjamin Conz   | Suisse     | 428 min 10 s | 34 | 89.31 | 4.76 | 0  |

### Trophées du tournoi
Meilleur joueur
- Jordan Eberle

Équipe d'étoiles
- Gardien de but :  Benjamin Conz
- Défenseurs :  Alex Pietrangelo,  John Carlson
- Attaquants :  Jordan Eberle,  Derek Stepan,  Nino Niederreiter

Meilleurs joueurs IIHF
- Gardien de but :  Benjamin Conz
- Défenseur :  Alex Pietrangelo
- Attaquant :  Jordan Eberle

## Division I
Elle regroupe douze équipes réparties en deux groupes joués en France et en Pologne du 14 au 20 décembre 2009.
| Groupe A (Megève, Saint-Gervais) - Allemagne - Danemark - France - Slovénie - Ukraine - Japon | Groupe B (Gdansk) - Kazakhstan - Biélorussie - Norvège - Italie - Pologne - Croatie |

### Groupe A
Il se déroule dans les patinoires de Megève et Saint-Gervais-les-Bains, département de la Haute-Savoie en France. L'Allemagne est promue en élite. La France est reléguée en division II.
| Date        | Équipe    | Score    | Équipe    | Score par période       |
| 14 décembre | Slovénie  | 0-3      | Danemark  | 0-0, 0-0, 0-3           |
| 14 décembre | Ukraine   | 3-6      | France    | 1-1, 2-1, 0-4           |
| 14 décembre | Japon     | 0-9      | Allemagne | 0-4, 0-3, 0-2           |
| 15 décembre | Allemagne | 6-0      | Slovénie  | 1-0, 0-0, 5-0           |
| 15 décembre | France    | 1-4      | Japon     | 0-0, 1-2, 0-2           |
| 16 décembre | Danemark  | 7-3      | Ukraine   | 2-1, 5-1, 0-1           |
| 17 décembre | Japon     | 1-4      | Slovénie  | 0-1, 1-0, 0-3           |
| 17 décembre | Ukraine   | 6-2      | Allemagne | 2-0, 4-1, 0-1           |
| 17 décembre | Danemark  | 5-0      | France    | 4-0, 1-0, 0-0           |
| 18 décembre | France    | 1-2      | Allemagne | 1-0, 0-0, 0-2           |
| 19 décembre | Slovénie  | 2-1 T.F. | Ukraine   | 0-0, 0-1, 1-0, 0-0, 1-0 |
| 19 décembre | Danemark  | 6-2      | Japon     | 1-0, 1-0, 4-2           |
| 20 décembre | Ukraine   | 6-2      | Japon     | 1-1, 2-1, 3-0           |
| 20 décembre | Allemagne | 4-0      | Danemark  | 1-0, 2-0, 1-0           |
| 20 décembre | France    | 1-2      | Slovénie  | 1-0, 0-1, 0-1           |

| Équipe    | PJ | V | VP | DP | D | BP | BC | Diff. | PTS |
| --------- | -- | - | -- | -- | - | -- | -- | ----- | --- |
| Allemagne | 5  | 5 | 0  | 0  | 0 | 27 | 3  | +24   | 15  |
| Danemark  | 5  | 4 | 0  | 0  | 1 | 21 | 9  | +12   | 12  |
| Slovénie  | 5  | 2 | 1  | 0  | 2 | 8  | 12 | -4    | 8   |
| Ukraine   | 5  | 1 | 0  | 1  | 3 | 15 | 23 | -8    | 4   |
| Japon     | 5  | 1 | 0  | 0  | 4 | 9  | 26 | -17   | 3   |
| France    | 5  | 1 | 0  | 0  | 4 | 9  | 16 | -7    | 3   |

Meilleur joueurs
- Meilleur gardien : Nikolaj Noerbak (Danemark)
- Meilleur défenseur : Markus Lauridsen (Danemark)
- Meilleur attaquant : Jerome Flaake (Allemagne)
- Meilleur pointeur : Alexander Jensen (Danemark), 9 points.

### Groupe B
Il se déroule à Gdańsk en Pologne. La Norvège est promue en élite. La Pologne est reléguée en division II.
| Date        | Équipe      | Score    | Équipe      | Score par période       |
| 14 décembre | Italie      | 3-2 T.F. | Biélorussie | 1-2, 0-0, 1-0, 0-0, 1-0 |
| 14 décembre | Croatie     | 1-10     | Kazakhstan  | 0-4, 0-2, 1-4           |
| 14 décembre | Pologne     | 2-5      | Norvège     | 1-2, 1-1, 0-2           |
| 15 décembre | Kazakhstan  | 1-3      | Italie      | 1-0, 0-2, 0-1           |
| 15 décembre | Norvège     | 18-2     | Croatie     | 6-1, 6-0, 6-1           |
| 15 décembre | Biélorussie | 5-1      | Pologne     | 1-1, 1-0, 3-0           |
| 17 décembre | Biélorussie | 2-3 T.F. | Norvège     | 1-1, 1-1, 0-0, 0-0, 0-1 |
| 17 décembre | Croatie     | 1-2      | Italie      | 0-1, 0-0, 1-1           |
| 17 décembre | Kazakhstan  | 6-3      | Pologne     | 1-1, 2-1, 3-1           |
| 18 décembre | Biélorussie | 16-4     | Croatie     | 7-0, 5-1, 4-3           |
| 18 décembre | Norvège     | 4-2      | Kazakhstan  | 2-0, 0-2, 2-0           |
| 18 décembre | Italie      | 0-1      | Pologne     | 0-0, 0-1, 0-0           |
| 20 décembre | Kazakhstan  | 1-5      | Biélorussie | 0-1, 0-3, 1-1           |
| 20 décembre | Norvège     | 3-0      | Italie      | 0-0, 1-0, 2-0           |
| 20 décembre | Pologne     | 5-6      | Croatie     | 3-2, 1-1, 1-3           |

| Équipe      | PJ | V | VP | DP | D | BP | BC | Diff. | PTS |
| ----------- | -- | - | -- | -- | - | -- | -- | ----- | --- |
| Norvège     | 5  | 4 | 1  | 0  | 0 | 33 | 8  | +25   | 14  |
| Biélorussie | 5  | 3 | 0  | 2  | 0 | 30 | 12 | +18   | 11  |
| Italie      | 5  | 2 | 1  | 0  | 2 | 8  | 8  | 0     | 8   |
| Kazakhstan  | 5  | 2 | 0  | 0  | 3 | 20 | 16 | +4    | 6   |
| Croatie     | 5  | 1 | 0  | 0  | 4 | 14 | 51 | -37   | 3   |
| Pologne     | 5  | 1 | 0  | 0  | 4 | 12 | 22 | -10   | 3   |

Meilleur joueurs
- Meilleur gardien : Andreas Bernard (Italie).
- Meilleur défenseur : Viatcheslav Raïtsov (Biélorussie).
- Meilleur attaquant : Scott Winkler (Norvège).
- Meilleur pointeur : Scott Winkler (Norvège), 13 points.

## Division II

### Groupe A
Il se déroule à Debrecen en Hongrie. La Grande-Bretagne est promue en division I. Le Mexique est relégué en division III.
| Date        | Équipe          | Score    | Équipe          | Score par période       |
| 13 décembre | Grande-Bretagne | 8-0      | Chine           | 2-0, 2-0, 3-0           |
| 13 décembre | Corée du Sud    | 12-0     | Mexique         | 6-0, 3-0, 3-0           |
| 13 décembre | Hongrie         | 8-2      | Espagne         | 5-0, 2-1, 1-1           |
| 14 décembre | Grande-Bretagne | 7-1      | Corée du Sud    | 1-1, 4-0, 2-0           |
| 14 décembre | Espagne         | 12-1     | Chine           | 2-0, 8-1, 2-0           |
| 14 décembre | Hongrie         | 28-0     | Mexique         | 10-0, 11-0, 7-0         |
| 16 décembre | Chine           | 6-3      | Mexique         | 2-0, 2-2, 2-1           |
| 16 décembre | Grande-Bretagne | 6-5 a.p. | Espagne         | 2-2, 1-2, 2-1, 1-0      |
| 16 décembre | Corée du Sud    | 0-6      | Hongrie         | 0-3, 0-2, 0-1           |
| 18 décembre | Espagne         | 5-2      | Corée du Sud    | 2-0, 1-0, 2-2           |
| 18 décembre | Mexique         | 1-25     | Grande-Bretagne | 0-9, 0-15, 1-1          |
| 18 décembre | Chine           | 1-20     | Hongrie         | 1-6, 0-7, 0-7           |
| 19 décembre | Mexique         | 0-6      | Espagne         | 0-2, 0-2, 0-2           |
| 19 décembre | Hongrie         | 4-5 T.F. | Grande-Bretagne | 1-2, 2-2, 1-0, 0-0, 0-1 |
| 19 décembre | Corée du Sud    | 5-0      | Chine           | 2-0, 1-0, 2-0           |

| Équipe          | PJ | V | VP | DP | D | BP | BC | Diff. | PTS |
| --------------- | -- | - | -- | -- | - | -- | -- | ----- | --- |
| Grande-Bretagne | 5  | 3 | 2  | 0  | 0 | 51 | 11 | +40   | 13  |
| Hongrie         | 5  | 4 | 0  | 1  | 0 | 66 | 8  | +58   | 13  |
| Espagne         | 5  | 3 | 0  | 1  | 1 | 30 | 17 | +13   | 10  |
| Corée du Sud    | 5  | 2 | 0  | 0  | 3 | 20 | 18 | +2    | 6   |
| Chine           | 5  | 1 | 0  | 0  | 4 | 8  | 48 | -40   | 3   |
| Mexique         | 5  | 0 | 0  | 0  | 5 | 4  | 77 | -73   | 0   |

### Groupe B
Il se déroule à Narva en Estonie. La Lituanie est promue en division I alors que la Serbie est reléguée en division III.
| Date        | Équipe   | Score    | Équipe   | Score par période       |
| 12 décembre | Roumanie | 5-3      | Belgique | 0-1, 1-2, 4-0           |
| 12 décembre | Lituanie | 5-1      | Serbie   | 0-1, 3-0, 2-0           |
| 12 décembre | Pays-Bas | 5-3      | Estonie  | 2-2, 2-0, 1-1           |
| 13 décembre | Serbie   | 3-5      | Roumanie | 0-3, 0-1, 3-1           |
| 13 décembre | Lituanie | 6-1      | Pays-Bas | 2-0, 3-1, 1-0           |
| 13 décembre | Estonie  | 4-5 T.F. | Belgique | 1-2, 2-1, 1-1, 0-0, 0-1 |
| 15 décembre | Lituanie | 9-5      | Roumanie | 4-2, 2-0, 3-3           |
| 15 décembre | Pays-Bas | 5-1      | Belgique | 2-1, 2-0, 1-0           |
| 15 décembre | Estonie  | 4-5 T.F. | Serbie   | 1-1, 1-1, 2-2, 0-0, 0-1 |
| 16 décembre | Serbie   | 5-10     | Pays-Bas | 0-1, 3-4, 2-5           |
| 16 décembre | Belgique | 2-7      | Lituanie | 1-1, 1-4, 0-2           |
| 16 décembre | Roumanie | 2-1 T.F. | Estonie  | 1-0, 0-1, 0-0, 0-0, 1-0 |
| 18 décembre | Belgique | 4-3      | Serbie   | 1-1, 1-2, 2-0           |
| 18 décembre | Pays-Bas | 5-4      | Roumanie | 3-2, 1-0, 1-2           |
| 18 décembre | Estonie  | 3-7      | Lituanie | 0-3, 2-3, 1-1           |

| Équipe   | PJ | V | VP | DP | D | BP | BC | Diff. | PTS |
| -------- | -- | - | -- | -- | - | -- | -- | ----- | --- |
| Lituanie | 5  | 5 | 0  | 0  | 0 | 34 | 12 | +22   | 15  |
| Pays-Bas | 5  | 4 | 0  | 0  | 1 | 26 | 19 | +7    | 12  |
| Roumanie | 5  | 2 | 1  | 0  | 2 | 21 | 21 | 0     | 8   |
| Belgique | 5  | 1 | 1  | 0  | 3 | 15 | 24 | -9    | 5   |
| Estonie  | 5  | 0 | 0  | 3  | 2 | 15 | 24 | -9    | 3   |
| Serbie   | 5  | 0 | 1  | 0  | 4 | 17 | 28 | -11   | 2   |

## Division III
Elle se déroule à Istanbul en Turquie.
| Date      | Équipe           | Score | Équipe           | Score par période |
| 4 janvier | Australie        | 11-1  | Bulgarie         | 4-1, 2-0, 5-0     |
| 6 janvier | Bulgarie         | 1-5   | Nouvelle-Zélande | 0-2, 0-0, 1-3     |
| 7 janvier | Nouvelle-Zélande | 1-5   | Australie        | 0-1, 0-4, 1-0     |

| Équipe           | PJ | V | VP | DP | D | BP | BC | Diff. | PTS |
| ---------------- | -- | - | -- | -- | - | -- | -- | ----- | --- |
| Australie        | 2  | 2 | 0  | 0  | 0 | 16 | 2  | +14   | 6   |
| Nouvelle-Zélande | 2  | 1 | 0  | 0  | 1 | 6  | 6  | 0     | 3   |
| Bulgarie         | 2  | 0 | 0  | 0  | 2 | 2  | 16 | -14   | 0   |

| Date      | Équipe        | Score | Équipe        | Score par période |
| 4 janvier | Islande       | 11-1  | Taïwan        | 3-0, 5-0, 3-1     |
| 4 janvier | Turquie       | 3-8   | Corée du Nord | 0-3, 1-1, 2-4     |
| 6 janvier | Corée du Nord | 3-6   | Islande       | 1-2, 0-3, 2-1     |
| 7 janvier | Turquie       | 4-7   | Taïwan        | 0-3, 3-3, 1-1     |
| 7 janvier | Taïwan        | 4-7   | Corée du Nord | 2-2, 1-2, 1-3     |
| 7 janvier | Islande       | 8-2   | Turquie       | 3-0, 3-2, 2-0     |

| Équipe         | PJ | V | VP | DP | D | BP | BC | Diff. | PTS |
| -------------- | -- | - | -- | -- | - | -- | -- | ----- | --- |
| Islande        | 3  | 3 | 0  | 0  | 0 | 25 | 6  | +19   | 9   |
| Corée du Nord  | 3  | 2 | 0  | 0  | 1 | 18 | 13 | +5    | 6   |
| Taipei chinois | 3  | 1 | 0  | 0  | 2 | 12 | 22 | -10   | 3   |
| Turquie        | 3  | 0 | 0  | 0  | 3 | 9  | 23 | -14   | 0   |

Match de classement
| Date      | Équipe   | Score | Équipe  | Score par période |
| 9 janvier | Bulgarie | 7-8   | Turquie | 3-4, 2-3, 2-1     |

Match pour la cinquième place
| Date       | Équipe | Score | Équipe  | Score par période |
| 10 janvier | Taïwan | 6-3   | Turquie | 2-2, 2-0, 2-1     |

Demi-finales
| Date      | Équipe    | Score    | Équipe           | Score par période  |
| 9 janvier | Islande   | 4-0      | Nouvelle-Zélande | 2-0, 2-0, 0-0      |
| 9 janvier | Australie | 4-3 a.p. | Corée du Nord    | 1-0, 2-2, 0-1, 1-0 |

Match pour la troisième place
| Date       | Équipe           | Score    | Équipe        | Score par période  |
| 10 janvier | Nouvelle-Zélande | 5-6 a.p. | Corée du Nord | 1-0, 2-4, 2-1, 0-1 |

Finale
| Date       | Équipe  | Score | Équipe    | Score par période |
| 10 janvier | Islande | 1-3   | Australie | 0-1, 1-2, 1-0     |

### Classement final
|   | Équipe           |
| - | ---------------- |
| 1 | Australie        |
| 2 | Islande          |
| 3 | Corée du Nord    |
| 4 | Nouvelle-Zélande |
| 5 | Taipei chinois   |
| 6 | Turquie          |
| 7 | Bulgarie         |

L'Australie et l'Islande sont promues en division II pour l'édition 2011.

### Wikinews
- Finale du championnat du monde junior de hockey sur glace : les États-Unis couronnés champions face au Canada, 5 janvier 2010
- Championnat du monde junior de hockey sur glace : la Suède rencontre la Suisse pour la médaille de bronze, 5 janvier 2010